# Elias Stein (schaker)

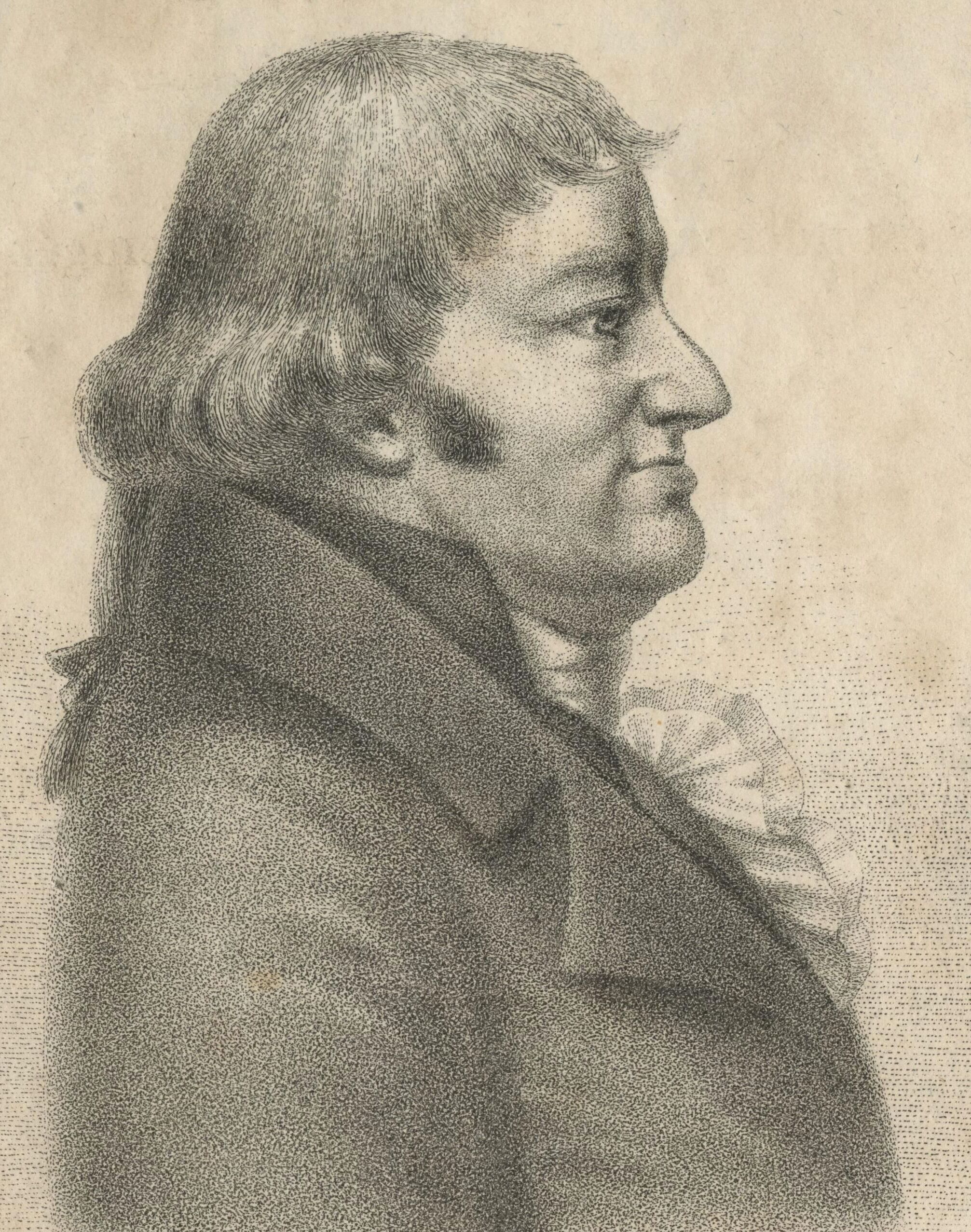
Elias Stein

Elias Stein (Forbach (Frankrijk), 5 februari 1748 – Den Haag, 12 september 1812) was een Nederlandse schaker en schaaktheoreticus.
Stein gold in zijn tijd als een van de sterkste schakers in Europa en werd naar Nederland gehaald om schaakles te geven aan de kinderen van stadhouder Willem V. Hij wordt gezien als degene die de Hollandse verdediging heeft ontwikkeld, die hij uitgebreid besprak in zijn bekendste werk, de Nouvel essai sur le jeu des échecs, avec des reflexions militaires relatives a ce jeu. Zijn grootste verdienste was echter de popularisering van het schaakspel in Nederland.

## Loopbaan
Elias Stein, van Duitse origine, was geboren in een Joods gezin in het Franse Forbach, nabij Straatsburg, in de Elzas. Hij genoot er al op jonge leeftijd grote bekendheid als schaakleraar. Toen stadhouder Willem V van Oranje-Nassau van hem te horen kreeg, werd Elias Stein naar Den Haag gehaald, om aan Willems kinderen schaakles te geven.

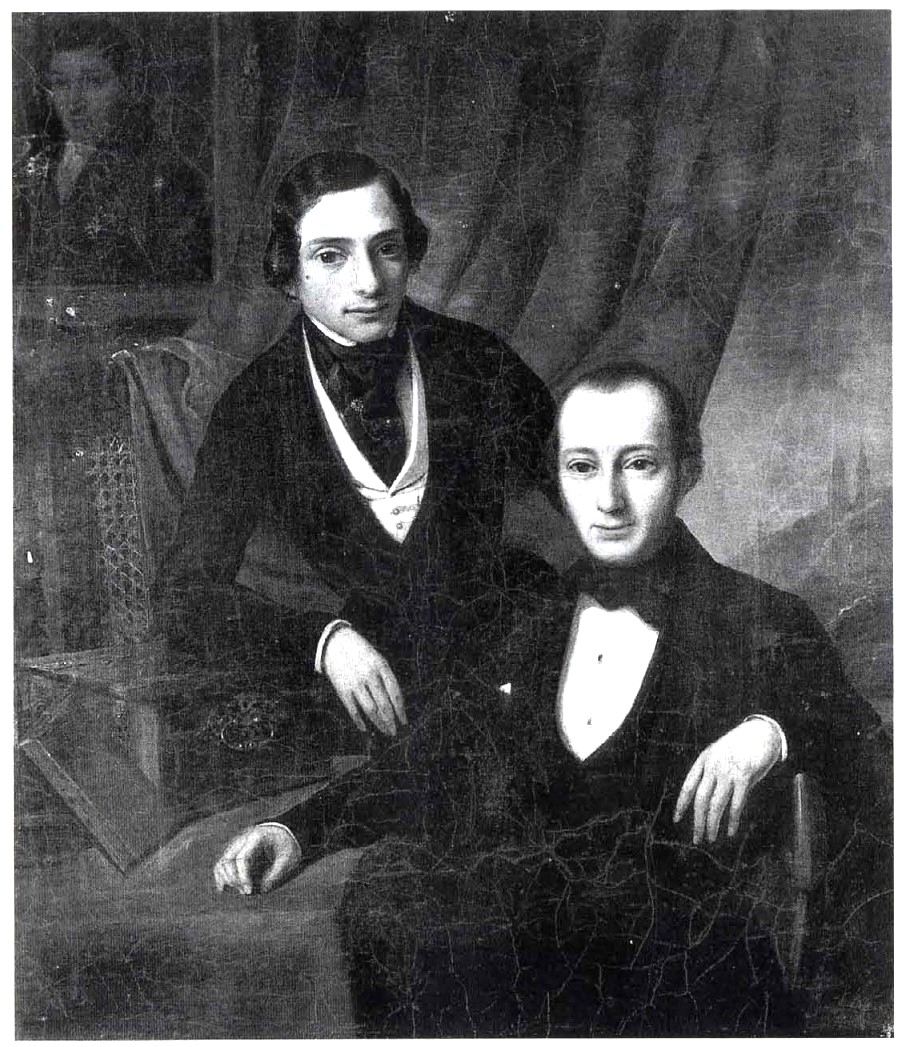
Portret van Samuel Elia Stein en zijn zoon, met op de achtergrond een schilderij van Elias Stein zelf.

Stein trouwde aldaar in 1777 met Sara Cohen. Een jaar later werd hun enige kind geboren, Samuel Elia Stein, later een bekende Haagse geneesheer en vroedmeester.
Steins beroemdste studenten werden de zoons van Willem V: Willem Frederik (de latere koning Willem I) en zijn broer Willem George Frederik. Maar hij had meer koninklijke studenten en hoge adel onder zijn hoede: de beste leerlingen zouden de prins van Waldeck, en Christiaan Lodewijk van Hessen-Darmstadt zijn. Gustaav III, de koning van Zweden, en de keurvorst van Keulen kwamen speciaal naar Spa om met Elias Stein te kunnen spelen.
De schaakmeester was dan ook erg in trek in de gegoede kringen: in het vanuit schaakperspectief achterliggende Nederland droeg het schaken bij aan de status, en die werd alleen maar beter als men daarbij prat kon gaan op het les gehad hebben van en/of met de "sterkste schaker van Nederland zoniet Europa" gespeeld te hebben.
Maar Steins invloed heeft zich niet uitsluitend tot de elite beperkt: "Steins werkelijke verdienste is de opwekking van de liefhebberij voor het schaakspel in Holland."
Elias Stein analyseerde het idee de eerste zet van de damepion d2-d4 te beantwoorden met de zet f7-f5 en concludeerde dat dit het beste antwoord was voor zwart tegen 1.d4. Als gevolg van zijn analyse en aanbeveling van deze verdediging, heette het aanvankelijk de Stein-opening, maar zou het spoedig tot de Hollandse opening omgedoopt worden. Deze opening was echter niet nieuw, aangezien het al in de 1775 editie van Traité Théorétique et Pratique par une Société d'Amateurs beschreven zou zijn.
Steins ideeën werden uitgewerkt in wat zijn bekendste werk zou worden: Nouvel essai sur le jeu des échecs, avec des reflexions militaires relatives a ce jeu, gepubliceerd in 1789. Zoals uit de titel blijkt, relateerde Stein de schaakstrategie aan oorlogstrategie als een spel. Dit zou het gevolg zijn van het feit dat het grote merendeel van Steins studenten uit de militaire kringen kwamen. Hoewel dit in het Frans geschreven werk aanvankelijk primair voor zijn koninklijke studenten geschreven was, zou er van de Nederlandse vertaling dat postuum in 1834 verscheen, gretig aftrek genomen worden. Diverse herdrukken tot halverwege de negentiende eeuw zouden volgen.
Elias Stein kreeg, samen met Van Zuylen van Nyevelt met wie hij ook geschaakt heeft, het honorair lidmaatschap aangeboden van het Haagsche Schaakgenootschap, dat opgericht was in 1803, en nu de oudst bekende schaakvereniging in de Nederlandse schaakgeschiedenis. Hij zou daar gespeeld hebben en ook hier lesgegeven hebben.
Hij overleed op 64-jarige leeftijd op 12 september 1812 in Den Haag, alwaar hij begraven is op de Joodse begraafplaats. Zijn graf is er de meest linkse in een rij van zeven grafstenen onder een eik. De steen bevat bijzondere Koheen-handen, gemodelleerd naar de handen van een vrouw.

## Controverses

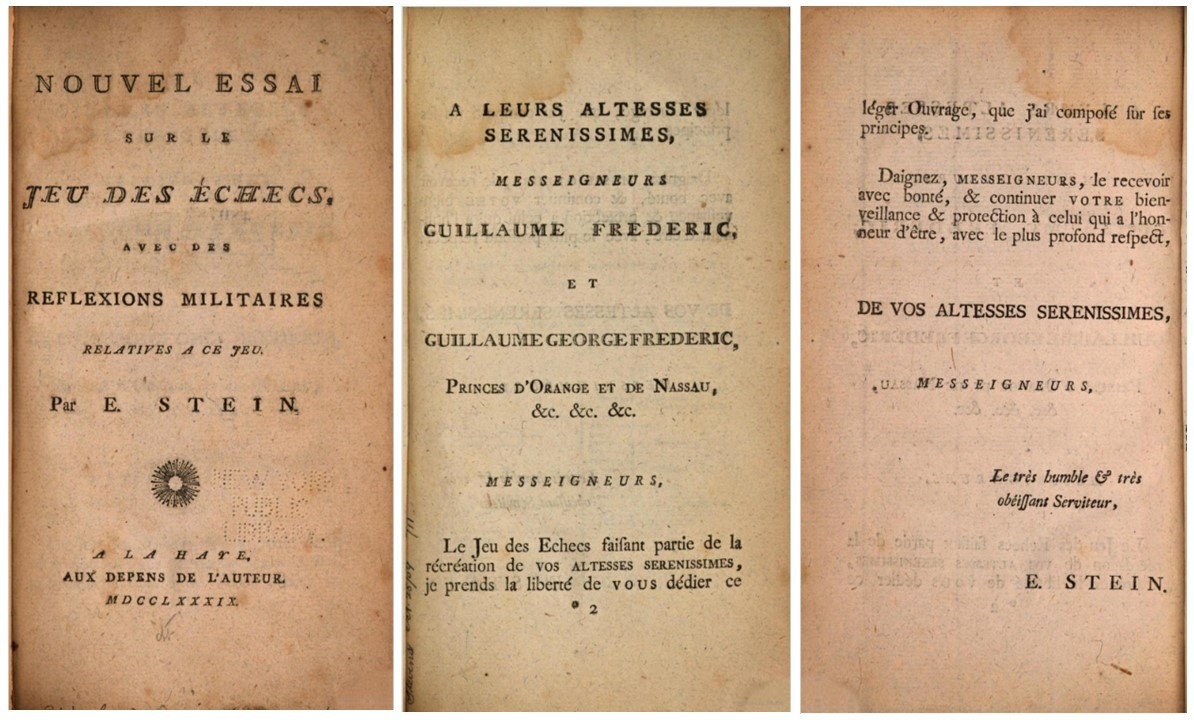
Steins Nouvel essai (1789), opgedragen aan de schakende prinsen van Oranje.